# طارق الشيخ (مطرب)
طارق الشيخ (11 مايو 1972 -) هو مغني وممثل مصري.

## حياته ونشأته
ولد 11 مايو 1972 في حي الشرابية شمال القاهرة، تعلق طارق الشيخ بالغناء منذ طفولته وكان لنشأته في حي شعبي تأثير كبير على توجّهه الفني.

## مسيرته
يعتبر الشاعر الغنائي أمل الطاير هو المكتشف الأول لطارق، حيث أعجْب بصوته وشجّعه على مواصلة الغناء.
انطلق طارق منذ بداية مسيرته الفنية بتقديم الأغاني الشعبية المرتبطة بهموم المواطن، التي لاقت نجاحاً كبيراً وانتشرت إنتشارا واسعا.

## أعماله
أصدر طارق الشيخ مجموعة من الأشرطة والألبومات كانت بدايتها منذ سنة 1995 .

### ألبومات
- ألبوم «إختار لك حل» (1995).
- ألبوم «يا عيني علينا» (1997).
- ألبوم «صبرك عليّا» (1998).
- ألبوم «نفسي يا دنيا» (2000).
- ألبوم «على باب الجنّة» (2001).
- ألبوم «عشاق» (2003).
- ألبوم «باتمنى لقاك» (2004).
- ألبوم «اجرح» (2006).
- ألبوم «راحو» (2008).
- ألبوم «ندم عمرك» (2009).

اتجه بعدها للأغاني المنفردة.

## قضايا
استدع طارق وزوجته من النيابة المصرية، أثر مقتل خادمة المنزل، جاء بلاغاً إلى المحامى العام الأول لنيابات جنوب الجيزة المصرية، يتهم فيه الشيخ وزوجته بقيامهما بقتل نجلته «شيماء محسن»، التى كانت تعمل لديهم خادمة، بعد عشرة أيام فقط من تسلمها العمل لديهما.
وقال محسن نجل شيماء، إنه توجه إلى مكان الحادث، حيث أكد له بعض شهود العيان بالمنطقة على أن هناك أحد الأشخاص قام بالتعدى على ابنته، مما جعلها تقفز من الطابق الرابع.

### إخلاء سبيله
جاء قرار النيابة المصرية بإفراج مشروط لطارق وزوجته، من النيابة إذا سداد كفالة قدرها 500 جنيه مصري لزوجته، وجاءت في تحقيقات النيابة، إن المجنى عليها كانت تعانى من أمراض نفسية، وأنها حاولت الانتحار أكثر من مرة.